# Lutica deccanensis
Lutica deccanensis là một loài nhện trong họ Zodariidae.
Loài này thuộc chi Lutica. Lutica deccanensis được Benoy Krishna Tikader & A. Malhotra miêu tả năm 1976.